# Orpheum Wien

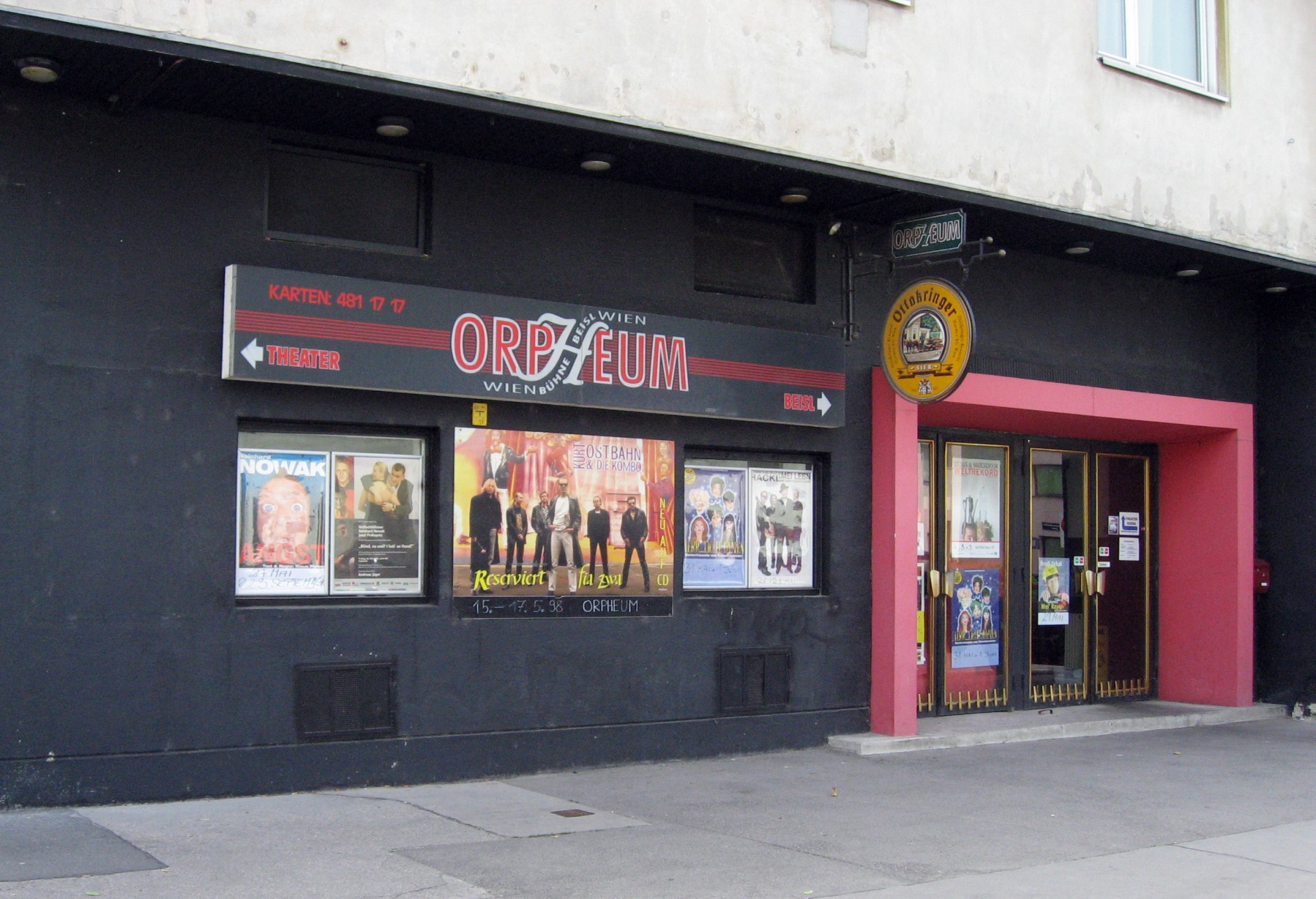
Orpheum Wien

Das Orpheum Wien ist eine Kabarett- und Kleinkunstbühne mit angeschlossenem Restaurant im 22. Wiener Gemeindebezirk Donaustadt, Steigenteschgasse 94b, inmitten der Freihofsiedlung.

## Geschichte

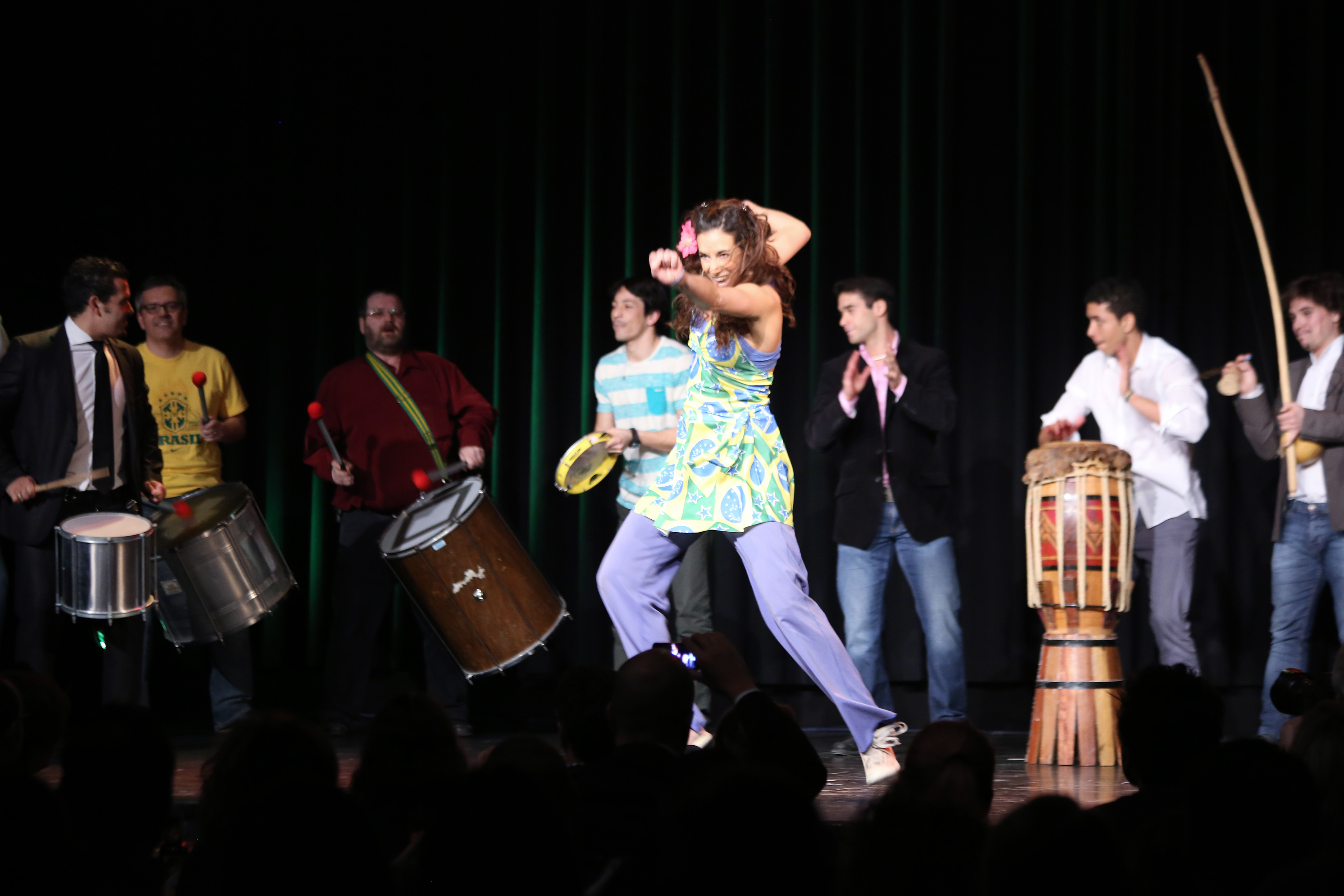
Nina Hartmann: Brasil (2013)

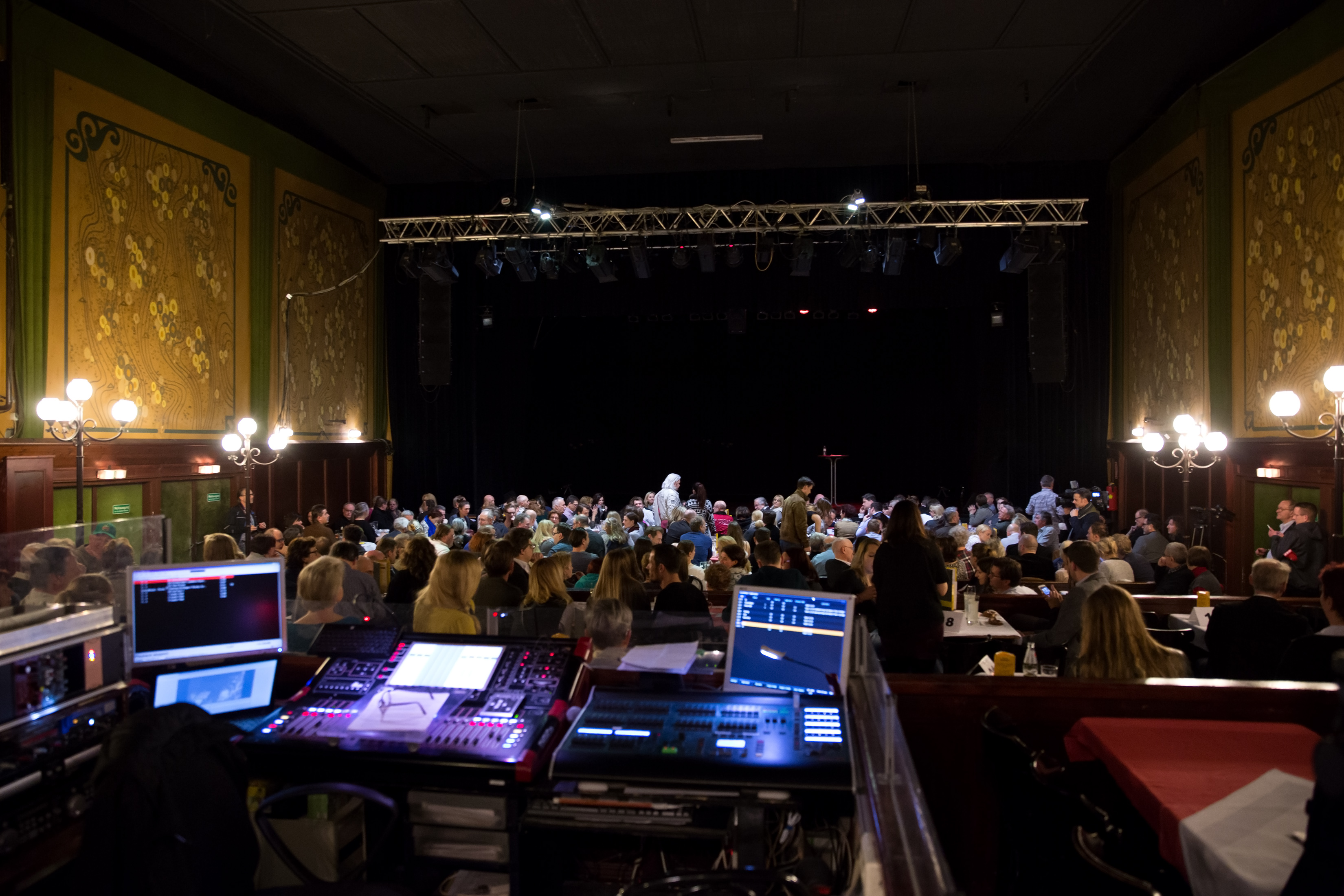
Orpheum (2016)

Das heutige Orpheum wurde 1957 als Kino unter dem Namen „Zentrum 22“ mit einem Fassungsvermögen von über 500 Sitzplätzen eröffnet. 1976 wurde das Kino – wie in dieser Zeit viele andere in Wien – geschlossen und fungierte zwischenzeitlich als Jugendzentrum. Der Kulturverein Donaustadt begann hier verschiedene kulturelle Veranstaltungen durchzuführen, auch die Löwinger Bühne nutzte das ehemalige Kino mehrfach für Aufzeichnungen.
1981 übernahm der Kulturverein Donaustadt die nunmehr „Orpheum“ genannte Bühne und bespielte sie mit einem breiten Spektrum an Veranstaltungen, wie z. B. Theateraufführungen, Konzerte, Lesungen und Vorträge. Anfang der 1990er Jahre war das Orpheum von einer endgültigen Schließung bedroht; ein Supermarkt sollte an der Stelle gebaut werden. Der Kulturverein verhinderte dies, indem er eine Betreibergruppe fand, die das Haus übernahm und sich bereit erklärte, es 200 Tage im Jahr zu bespielen, während es dem Kulturverein in der restlichen Zeit für sein eigenes Programm zur Verfügung stand.
Im November 1996 wurde das Orpheum nach umfangreichen Umbauarbeiten wiedereröffnet, der Schwerpunkt der neuen Programmschiene liegt im Bereich Kabarett, es finden aber auch Konzerte und Kindertheater-Aufführungen statt. Zu den Höhepunkten der vergangenen Jahre zählen Club-Auftritte von R.E.M. und Bryan Adams.